# Aeropuerto de Erandique
El Aeropuerto de Erandique (IATA: EDQ, OACI: MHGU) es un aeródromo que sirve a la ciudad de Erandique en el Departamento de Lempira en Honduras.
La pista de aterrizaje está a 3 kilómetros de la ciudad y se accede desde la Carretera V-787. La pista tiene una cuesta en descenso en su lado sur. En direcciones oeste a noreste desde la pista el terreno presenta una leve cuesta en ascenso.
El VORTAC de Soto Cano (Ident: ESC) está ubicado a 89,5 kilómetros al estenordeste del Aeropuerto de Erandique. El VOR-DME de Ilopango (Ident: YSV) está ubicado a 94,6 kilómetros al suroeste del aeródromo.